# Volney (Nowy Jork)
Volney – miasto w Stanach Zjednoczonych, w stanie Nowy Jork, w hrabstwie Oswego.